# Fulgence Bienvenüe
Fulgence Marie Auguste Bienvenüe (Uzel, 27 gennaio 1852 – Parigi, 3 agosto 1936) è stato un ingegnere francese, ideatore della metropolitana di Parigi.

## Biografia
Tredicesimo e ultimo figlio nato in una famiglia di origine bretone (Côtes-d'Armor), imparentata con il Maresciallo Foch, il padre era un notaio ed ebbe un'influenza notevole sui brillanti studi degli ultimi suoi figli, mentre il nonno, magistrato, giurista e scrittore, fu autore di opere importanti e deputato alla Chambre des Représentants nel 1815. Suo cugino Édouard Bienvenüe (1901-1980), fu notaio a Mayenne dal 1934 al 1965 e consigliere comunale di quella città dal 1940 al 1958.
Fulgence Bienvenüe prese la licenza liceale a 15 anni e tre anni più tardi, nel 1870, entrò alla École polytechnique, dove evita la fucilazione, assieme ad alcuni suoi compagni di studio, per mano della Comune. Due anni più tardi entrò alla prestigiosa École nationale des ponts et chaussées.
Al compimento degli studi, venne nominato capo arrondissement in Normandia e ottenne l'incarico di dirigere la costruzione di due linee ferroviarie: le linee Fougères-Vire e Domfront-Alençon. Perse il braccio sinistro nel corso di una espropriazione di un terreno molto movimentata il 25 febbraio 1881 (incidente avvenuto sul tracciato della linea Pré-en-Pail-Mayenne).
Dal 1891 al 1893 fu ingegnere capo nella costruzione dell'acquedotto dell'Avre.
Si trasferì quindi a Parigi nel 1894, e lavorò per conto della amministrazione cittadina alla sezione dell'VIII arrondissement del servizio strade. Prese parte alla costruzione della funicolare di Belleville che venne inaugurata nel settembre 1890. Partecipò anche all'amministrazione della Buttes-Chaumont e al tracciamento della avenue de la République. Questi progetti gli procurarono fama e riconoscimenti.
Nel 1895 preparò un pre-progetto di ferrovia metropolitana ispirandosi ad uno studio di Jean-Baptiste Berlier.
Presentò un progetto definitivo che il Consiglio municipale di Parigi approvò il 9 luglio 1897. Il progetto venne dichiarato di pubblica utilità con una legge del 30 marzo 1898 e i lavori iniziarono il 4 ottobre dello stesso anno in modo che la linea potesse essere pronta in occasione dell'Esposizione universale di Parigi del 1900. Questa prima linea (Porte de Vincennes - Porte Maillot) venne inaugurata il 19 luglio 1900 dalla moglie, signora Bienvenüe. Lo stesso anno, Bienvenüe venne nominato ufficiale della Légion d'honneur. Nel 1911 venne designato capo dei servizi della viabilità, dell'illuminazione e della nettezza urbana della città di Parigi, anche se continuò a occuparsi della Metropolitana.
Allo scoppio della prima guerra mondiale chiese di essere arruolato (in quell'epoca aveva già 62 anni), ma gli fu opposto un rifiuto in funzione dei suoi incarichi. Fulgence Bienvenüe era troppo importante per la città di Parigi affinché si potesse fare a meno della sua opera. Successivamente ricevette l'incarico di direttore del Port de Paris nel 1917. Fece rimuovere i canali Ourcq e Saint-Denis e fece quindi costruire un nuovo porto a Gennevilliers. Nel 1929 gli venne concessa la Grand-Croix de Légion d'honneur, dal maréchal Foch, come riconoscimento per i servizi prestati alla città di Parigi.
Fulgence Bienvenüe decise di ritirarsi il 6 dicembre 1932 all'età di 80 anni. L'anno seguente, il Conseil de Paris decise di dedicargli la stazione di Montparnasse che fu ribattezzata Montparnasse-Bienvenüe. Due giorni dopo la morte di Louis Blériot, Fulgence Bienvenüe si spense a Parigi il 3 agosto 1936 e venne inumato il 7 dello stesso mese al cimitero di Père Lachaise. Nel 1987 fu emesso, dalle poste francesi, un francobollo commemorativo in suo onore.